# Ivaylovgrad
Ivaylovgrad (en búlgaro: Ивайловград) es una ciudad de Bulgaria en la provincia de Haskovo.

## Geografía
Se encuentra a una altitud de 182 m s. n. m. a 339 km de la capital nacional, Sofía.

## Demografía
Según estimación 2013 contaba con una población de 3 568 habitantes.
|         | 2004  | 2005  | 2006  | 2007  | 2008  | 2009  | 2010  | 2011  | 2012  |
| Mujeres | 2 051 | 2 020 | 1 995 | 1 971 | 1 944 | 1 917 | 1 902 | 1 859 | 1 817 |
| Varones | 2 006 | 1 976 | 1 964 | 1 914 | 1 880 | 1 839 | 1 802 | 1 833 | 1 816 |
| Total   | 4 057 | 3 996 | 3 959 | 3 885 | 3 824 | 3 756 | 3 704 | 3 692 | 3633  |